# Ancita similis
Ancita similis là một loài bọ cánh cứng trong họ Cerambycidae.